# Ace wo Nerae!
Aim for the Ace! (エースをねらえ!, Ēsu o Nerae!) és un manga shôjô de Sumika Yamamoto que va començar el 1972 i se serialitzà a la revista Margaret. Amb un gran èxit, fou adaptat a una sèrie d'animació el 1973, arribant fins al 1974 després de 26 episodis que es van emetre a l'estat espanyol com a Raqueta de Oro. Més recentment se'n va fer una sèrie d'imatge real, el 2004. L'anime va ser produït per Tokyo Movie Shinsha amb l'estudi d'animació Madhouse (la seva primera producció important), i es va emetre originalment per Mainichi Broadcasting System.
Un altre anime i dos OVAs, com també una pel·lícula, que torna a explicar la primera part de la sèrie, seguirien entre 1970 i 1980.